# آوالون، ویکتوریا
آوالون (به انگلیسی: Avalon) یک منطقهٔ مسکونی در استرالیا است که در ویکتوریا (استرالیا) واقع شده‌است.